# Chrystus ukazuje się Marii Magdalenie (obraz Aleksandra Iwanowa)
Chrystus ukazuje się Marii Magdalenie (ros. Явление Христа Марии Магдалине) – powstały w 1834 obraz rosyjskiego malarza Aleksandra Andriejewicza Iwanowa, obecnie w Muzeum Rosyjskim w Petersburgu.

## Opis
Artysta namalował obraz w pierwszych latach swojego pobytu we Włoszech, jako jedną z prób późniejszych dzieł z dużą liczbą przedstawianych postaci. Tematem obrazu jest scena zaczerpnięta z Nowego Testamentu: Noli me tangere, a więc ukazanie się Zmartwychwstałego Marii Magdalenie. Spotkanie to było tematem przedstawień artystycznych już od czasów wczesnego średniowiecza, i to zarówno w rzeźbie, jak i w malarstwie. Wystarczy wspomnieć nazwiska takich twórców jak Fra Angelico, Wit Stwosz, Duccio czy Tycjan wszyscy oni przedstawili Noli me tangere w swych dziełach.
Iwanow przedstawił Chrystusa w ruchu, rzeczywiście cała postać Zmartwychwstałego zdaje się mówić: Nie zatrzymuj mnie. Ubrany w lekko zarzucony na ramię himation, unosi prawą rękę nad postacią Magdaleny. Jezus ma bose stopy, na których widać ślady po gwoździach. Również prawy bok Zbawiciela nosi ślad po rzymskiej włóczni.
Maria Magdalena ubrana jest na czerwono. Wokół szyi nosi biały szal. Na stopach ma sandały. Jej postawa wyraża pełne napięcia uczucie. Ma obie ręce wyciągnięte w kierunku spotkanego, którego wcześniej wzięła za ogrodnika. Scena rozgrywa się w ogrodzie o świtaniu. Tło postaci jest ciemne, przechodzi w całkowitą czerń, co uwydatnia blask bijący od osoby żyjącego Chrystusa.